# Maurizio Ponzi
Maurizio Ponzi (Roma, 8 maggio 1939) è un critico cinematografico e regista italiano.

## Biografia
Interrompe gli studi di economia e commercio all'Università di Roma e, lasciato l'impiego alla Olivetti, inizia a collaborare come critico ad alcune riviste cinematografiche, tra cui Filmcritica, Cinemasessanta, Cahiers du cinéma ed entra a far parte del comitato di redazione di Cinema & Film.
Diventa assistente di Pier Paolo Pasolini nel 1966 per l'episodio La sequenza del fiore di carta (in Amore e rabbia) e dirige i documentari Il cinema di Pasolini (1966), Verso Rossellini (1967) e Verso Visconti (1967), per esordire nel 1968 con il film I visionari che viene premiato al Locarno Film Festival.
Nei primi anni ottanta dirige Francesco Nuti in Madonna che silenzio c'è stasera, Io, Chiara e lo Scuro e Son contento.
Ha diretto numerosi film per la televisione e serie televisive, come Il bello delle donne.

## Filmografia parziale

### Cinema
- I visionari (1968)
- Equinozio (1971)
- Il caso Raoul (1975)
- Madonna che silenzio c'è stasera (1982)
- Io, Chiara e lo Scuro (1983)
- Son contento (1983)
- Qualcosa di biondo (1984)
- Il tenente dei carabinieri (1986)
- Noi uomini duri (1987)
- Il volpone (1988)
- Volevo i pantaloni (1990)
- Vietato ai minori (1992)
- Anche i commercialisti hanno un'anima (1994)
- Italiani (1996)
- Fratelli coltelli (1997)
- Besame mucho (1999)
- A luci spente (2004)
- Ci vediamo a casa (2012)

### Televisione
- Stefano junior – miniserie TV (1970)
- La voce della tortora – miniserie televisiva (1974)
- Lo strano caso di via dell'Angeletto – film TV (1975)
- Mattolineide – film TV (1978)
- Luigi Ganna detective – miniserie televisiva (1979)
- Hedda Gabler – film TV (1980)
- Valentino – miniserie televisiva (1983)
- Nero come il cuore – film TV (1991)
- Il bello delle donne – serie TV (2001-2003)
- E poi c'è Filippo – miniserie TV (2006)